# By the House That Jack Built
By the House That Jack Built è un cortometraggio muto del 1911 diretto da Thomas H. Ince e interpretato da Mary Pickford e Ethel Grandin. Prodotto dall'Independent Moving Pictures Co. of America (IMP), il film uscì nelle sale l'11 settembre 1911, distribuito dalla Motion Picture Distributors and Sales Company.

## Produzione
Il film fu prodotto dall'Independent Moving Pictures Co. of America (IMP).

## Distribuzione
Il film - un cortometraggio in una bobina - uscì nelle sale statunitensi il 11 settembre 1911, distribuito dalla Motion Picture Distributors and Sales Company.